# SYCP3
SYCP3‏ (Synaptonemal complex protein 3) هوَ بروتين يُشَفر بواسطة جين SYCP3 في الإنسان.